# Claire Saffitz

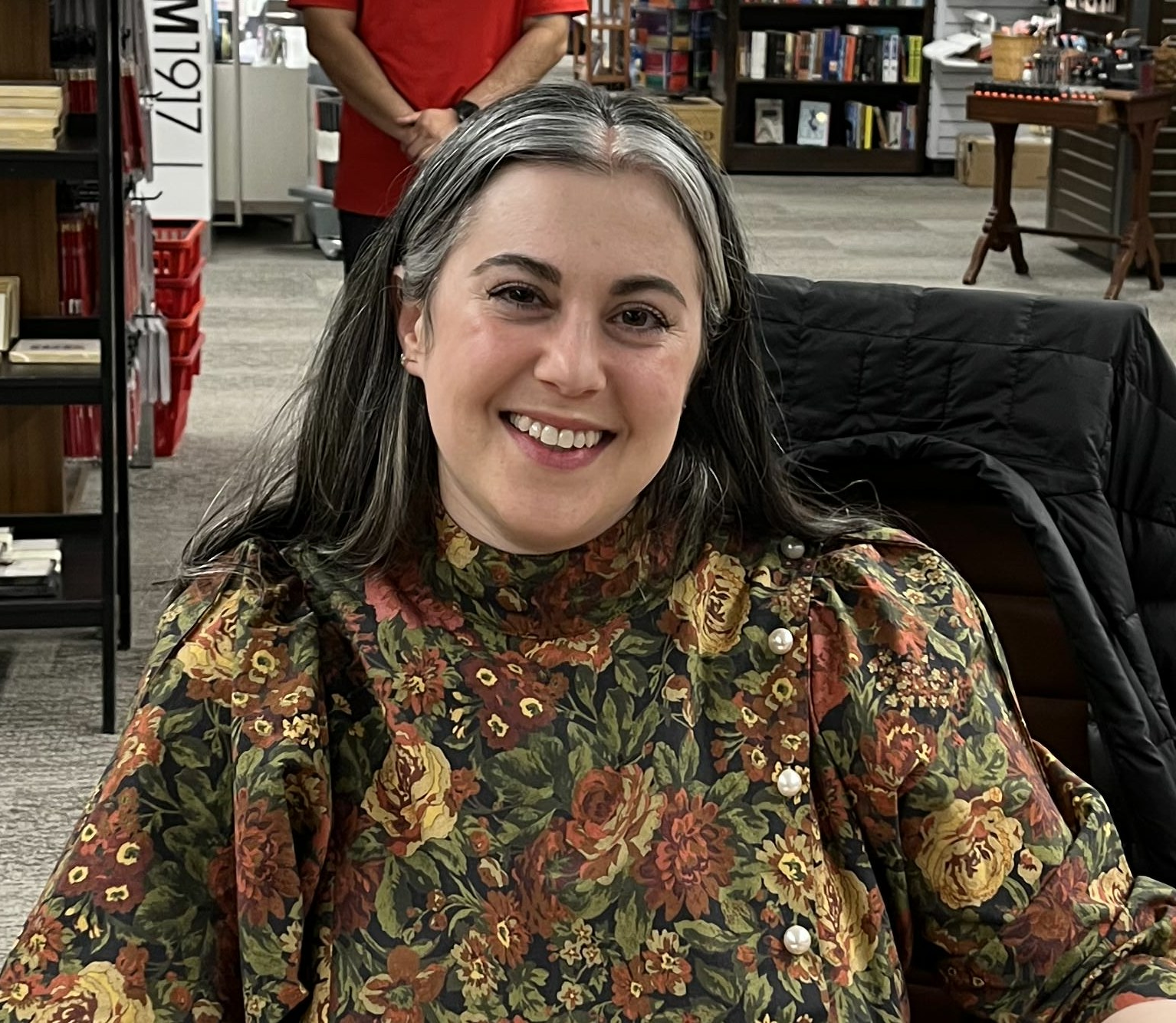
Claire Saffitz, 2023

Claire Saffitz (* 16. September 1986) ist eine amerikanische Autorin, Köchin und YouTuberin. Bis Mitte 2020 war sie Redakteurin und Darstellerin für das Magazin und den YouTube-Kanal Bon Appétit. Die bekannteste Serie, in der sie dort auftrat, war Gourmet Makes. Sie hat bereits ein eigenes Kochbuch namens Dessert Person publiziert, das ebenfalls ein New York Times Best Seller ist. Seitdem sie 2020 Bon Appétit verlassen hat, betreibt sie ihren eigenen YouTube-Kanal und arbeitet als selbstständige Rezeptentwicklerin, unter anderem für NYT Cooking.

## Werdegang
Claire Saffitz wurde 1986 in St. Louis, Missouri in einer Familie aschkenasischer Juden geboren. Sie besuchte die Captain Elementary und machte ihren Schulabschluss an der Clayton High School in 2005. Später besuchte Saffitz Harvard University, wo sie 2009 ihren Abschluss in U.S Geschichte und Literatur erwarb. Einen Abschluss in französischer Küche und Konditorei  an der École Grégoire-Ferrandi in Paris hat sie ebenfalls. Nach vier Monaten Praktikum im Spring Restaurant, zieht Saffitz nach Montreal in Québec, wo sie 2013 ihren Master in Geschichte an der McGill University absolviert, mit Fokus auf die kulinarische Geschichte der französischen Küche in der frühen modernen Ära.

## Karriere

### BeiBon Appétit(2013–2020)
Saffitz arbeitete seit 2013 bei Bon Appétit, wo sie als Rezepttesterin anfing, um später in ihrer Karriere Redakteurin im Magazin zu werden (bis 2018). Im August 2018 verließ sie ihre Vollzeitstelle, kehrte im November 2018 aber als selbständige Rezeptentwicklerin und Moderatorin auf dem Bon Appétit-Kanal zurück.
Gourmet Makes die bekannteste Serie, in der sie mitwirkte, startete 2017. In Gourmet Makes versucht Saffitz beliebte amerikanische Snacks wie Doritos, Twinkies oder Gushers nachzubilden oder zu verfeinern. Die Serie gewann über die Jahre große Beliebtheit und ein cult following in den Sozialen Medien.
Im Jahr 2019 kamen zwei neue Formate mit Saffitz als Hauptdarstellerin raus: Bon Appétit’s Baking School und Making Perfect.
Am 22. Januar 2020 trat Saffitz bei der amerikanischen Late-Night-Show The Tonight Show Starring Jimmy Fallon auf.

### Ende beiBon Appétitund weitere Karriere (2020 bis heute)
Nach einem Skandal ernteten das Magazin, besonders der Chefredakteur Adam Rapoport von dem ein Bild, auf dem er in brownface posierend auftauchte, viel Kritik. Die Mitarbeiterin Sohla El-Waylly beschuldigte des Weiteren das Magazin sowie Condé Nast Entertainment, sie und andere PoC weniger zu bezahlen. Daraufhin gab Saffitz bekannt, dass sie seit Mai 2020 nicht mehr unter Vertrag bei Bon Appétit stehe und eine Weiterbeschäftigung überdenken muss. Im Oktober 2020 verkündete sie schließlich nicht mehr länger bei dem Magazin zu arbeiten.
Am 20. Oktober 2020 publizierte Saffitz ihr erstes eigenes Kochbuch Dessert Person: Recipes and Guidance for Baking with Confidence, welches ein New York Times Bestseller wurde, bei Clarkson Potter, eine Tochtergesellschaft von Penguin Random House. Das Buch wurde im Juni 2021 von der International Association of Culinary Professionals als Finalist bei den jährlichen IACP Cookbook Awards in der Kategorie "Banking Sweet & Savory, Confections & Desserts" nominiert.
Am 8. November 2022 veröffentlichte Saffitz ihr zweites Kochbuch What's for Dessert: Simple Recipes for Dessert People. Es wurde ebenfalls ein Bestseller bei der New York Times.

## Privatleben
Saffitz lebt mit ihrem Ehemann, Harris Mayer-Selinger, in der Upper West Side in New York City.